# Rosenbauer (Unternehmen)
Die Rosenbauer International AG ist ein österreichischer Feuerwehrgerätehersteller mit Sitz in Leonding in Oberösterreich. 
Das Unternehmen ist weltweit einer der größten Hersteller von Feuerwehrfahrzeugen. Der Exportanteil liegt bei über 90 Prozent.

## Geschichte

### Gründung und Entwicklung

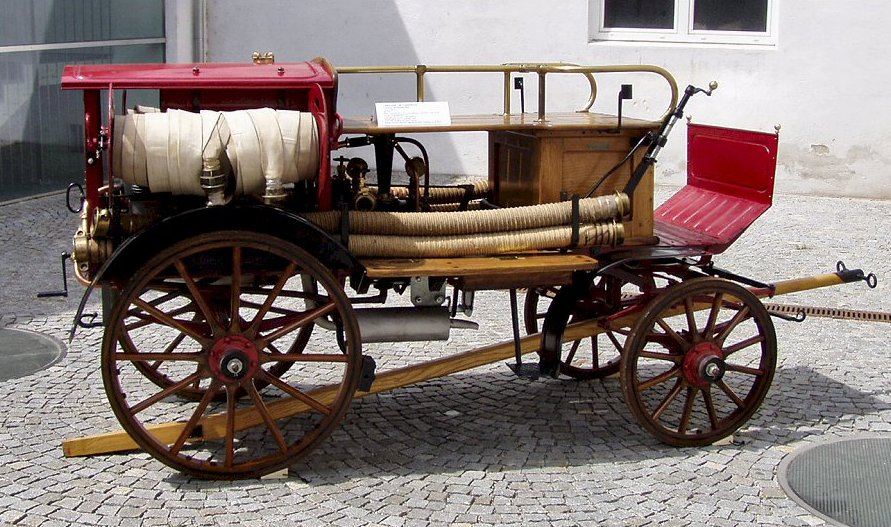
Löschfahrzeug: Vierrädrige Motorspritze Linz II a, Baujahr: 1923, Feuerwehr Wels

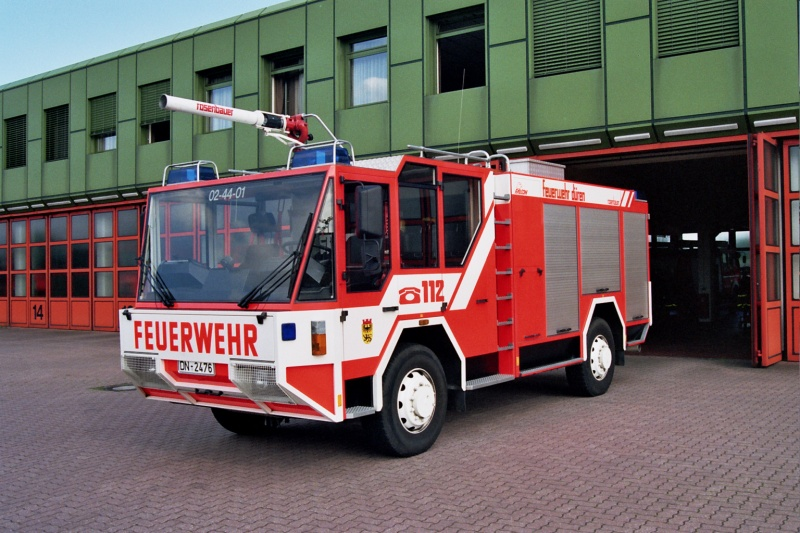
Ein Falcon der Feuerwehr Düren (1990)

Im Jahr 1866 gründet Johann Rosenbauer (1828–1894) das erste oberösterreichische Feuerwehr-Ausrüstungs-Geschäft in Linz. Neben Hanfschläuchen, Handdruckspritzen verschiedener Hersteller, Helmen, Knöpfen etc., wurden auch Fecht-, Sport- und Spielgeräte verkauft. 1888 übernahm Konrad Rosenbauer (1856–1909) das Unternehmen, was den Beginn der eigenen Feuerlöschgeräteproduktion markiert. Nach dem Umzug auf ein größeres Firmengelände in der Raimundstraße wurde unter dem Namen K. Rosenbauer & Kneitschel, Fabrik für Lösch- und Wehrgerät und Metallwaren die eigene Handdrucksspritzen-Produktion aufgenommen.
Die Firma begann im Jahr 1908 mit der Herstellung einer mit Benzinmotor betriebenen Pumpe. Das erste Feuerwehrfahrzeug wurde im Jahr 1918 gebaut. Bereits 1926 exportiert die Automobilspritzengesellschaft Lohner & Rosenbauer das erste Fahrzeug nach China. Ab 1929 wurden auch eigene Zweitaktmotoren gefertigt. Heute werden für die Tragkraftspritzen die Motoren zugekauft, unter anderem von BMW oder Volkswagen. Auch im Iran hatte die Firma bis zum Sturz des Schahs eine Produktionsstätte. Seit den 1970er Jahren besteht eine Zusammenarbeit mit der Firma Carvatech, welche zum Teil die Karosserien der Fahrzeuge fertigt. Im Jahr 1979 erhielt das Unternehmen die Staatliche Auszeichnung und damit das Recht das Bundeswappen im Geschäftsverkehr zu führen. Mitte der 1980er stellte Rosenbauer den Falcon vor. Dieses Konzept basierte erstmals nicht auf einem handelsüblichen LKW-Fahrgestell, sondern auf einem speziell für Feuerwehrfahrzeuge entwickelten Chassis.

### Gegenwart

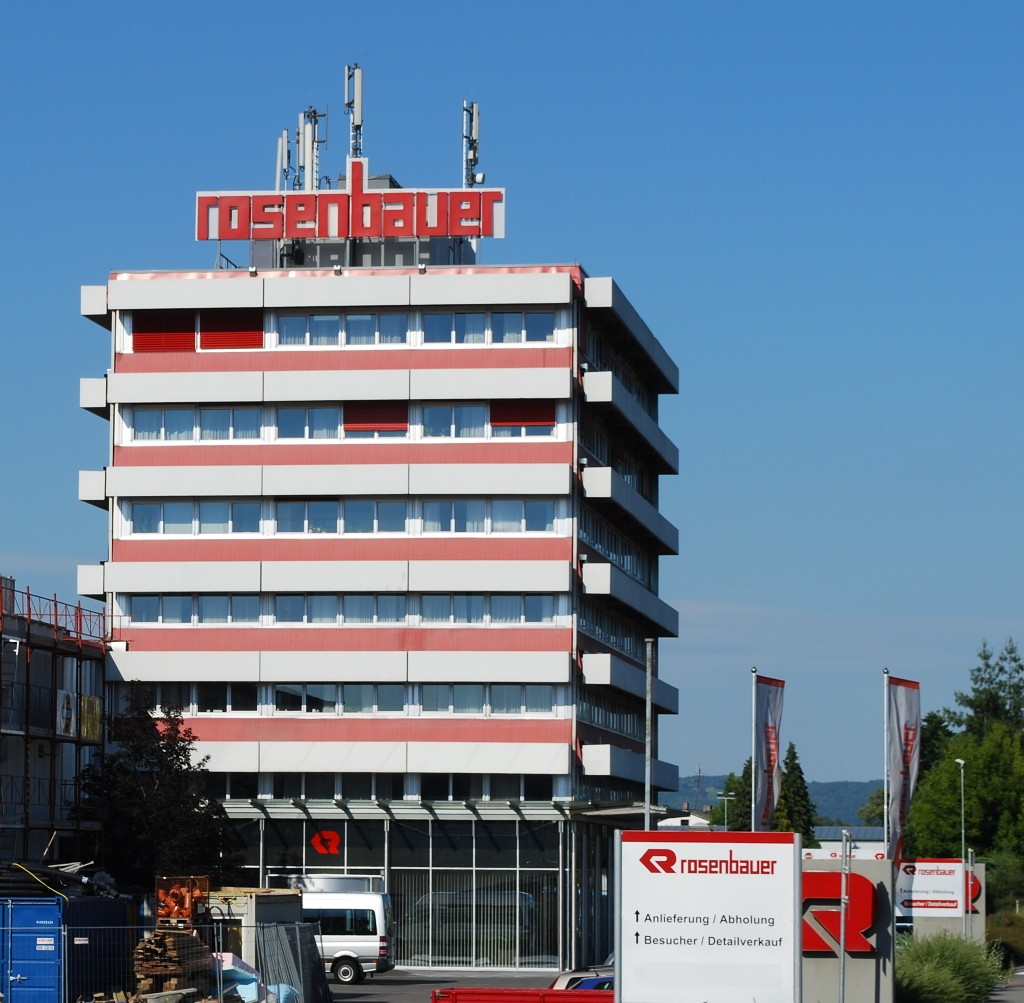
Rosenbauer-Zentrale in Leonding (2009)

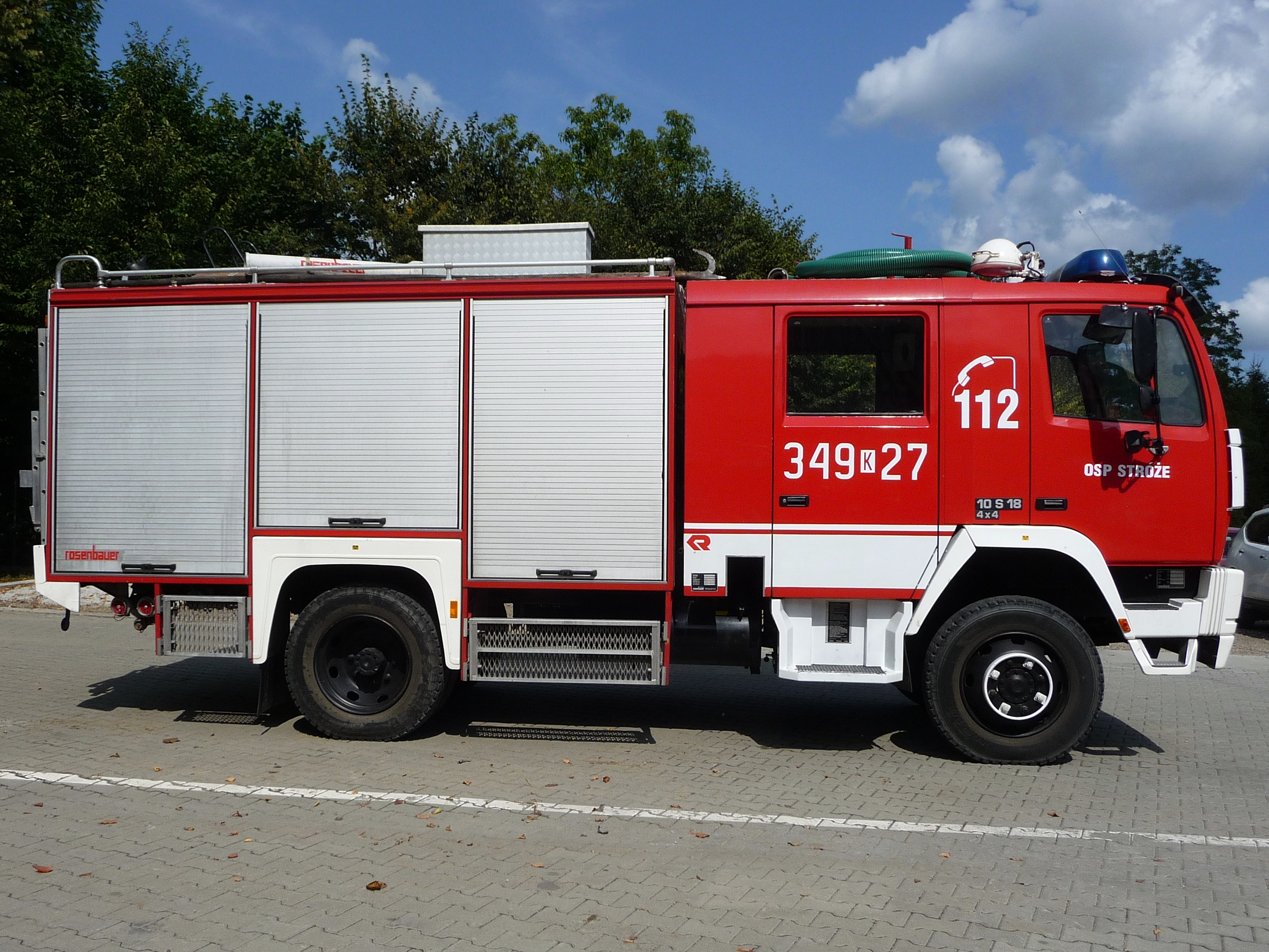
Rosenbauer Feuerwehrauto auf Steyr 10S18 Fahrgestell, Hersteller Rosenbauer AG, (Baujahr 1987)

In den neun Produktionsstandorten hat Rosenbauer im Jahr 2010 mit ungefähr 2046 Mitarbeitern einen Umsatz von ca. 595 Millionen Euro erwirtschaftet. Allein von der österreichischen Produktion gehen über 90 % in den Export. Produktionsstandorte sind Leonding, Traun und Neidling in Österreich; Luckenwalde, Karlsruhe (ehemaliges Tochterunternehmen Metz), Mogendorf und Gladbeck in Deutschland; Oberglatt in der Schweiz; Gornja Radgona in Slowenien, Rovereto in Italien; Linares (Spanien); Fremont, Nebraska, Lyons (South Dakota) in den USA; King Abdullah Economic City (Saudi-Arabien); Moskau; Istanbul; Bangkok und Singapur (Stand 2017).
Der Konzern beliefert weltweit Feuerwehren mit Standardlöschfahrzeugen. Außerdem werden Spezialfahrzeuge für Flughafenfeuerwehren und Werkfeuerwehren hergestellt. Neben den reinen Feuerwehrfahrzeugen wird beispielsweise auch der Wasserwerfer 10000 für die deutsche Bundespolizei und die Polizeien der deutschen Bundesländer gefertigt.
Am 23. Juni 2014 wurde ein neues Werk in Leonding eröffnet, in dem von nun an die Fahrzeuge der Modellreihen AT und Panther gefertigt werden. Das Werk war allerdings schon im April 2014 in Betrieb genommen worden. In dem Werk arbeiten rund 350 Mitarbeiter. Zeitgleich wurde das Werk in Luckenwalde ausgebaut.
Das Robau-Konsortium um Stefan Pierer, den Red-Bull-Erben Mark Mateschitz und die Raiffeisen Landesbank (RLB) Oberösterreich hat am 17. Januar 2025 sein Pflichtangebot zur Übernahme von 50,1 % von Rosenbauer veröffentlicht.

## Kartell 1 – Feuerwehrfahrzeuge
Rosenbauer bzw. Tochterunternehmen waren am sog. Feuerwehrfahrzeuge-Kartell beteiligt. Die Strafe belief sich auf 10,5 Mio. Euro.

## Kartell 2 – Drehleitern
Rosenbauer bzw. Tochterunternehmen waren am sog. Drehleiter-Kartell beteiligt. Als Kronzeuge blieb das Tochterunternehmen ohne Strafe.

## Aktionärsstruktur
(Stand: März 2025)
- Robau Beteiligungsverwaltung GmbH - 55 %
- Familie Rosenbauer (über Beteiligungsverwaltungs GmbH) – 17 %
- Streubesitz – 24 %
- Lazard Frères Gestion - 4 %

Die Anteile von 26 Familienmitgliedern sind in der Rosenbauer Beteiligungsverwaltung GmbH (BVG) gebündelt.
Neben der Pierer Industrie AG und der Mark Mateschitz Beteiligungs GmbH sind die Raiffeisen Beteiligungsholding GmbH und die Invest Unternehmensbeteiliungs AG an der Robau beteiligt.
Lazard Frères Gestion ist ein französischer institutioneller Investor, der in etwa 4 % Rosenbauer-Aktien hält.

## Fahrzeugkonzepte

### Flugfeldlöschfahrzeug

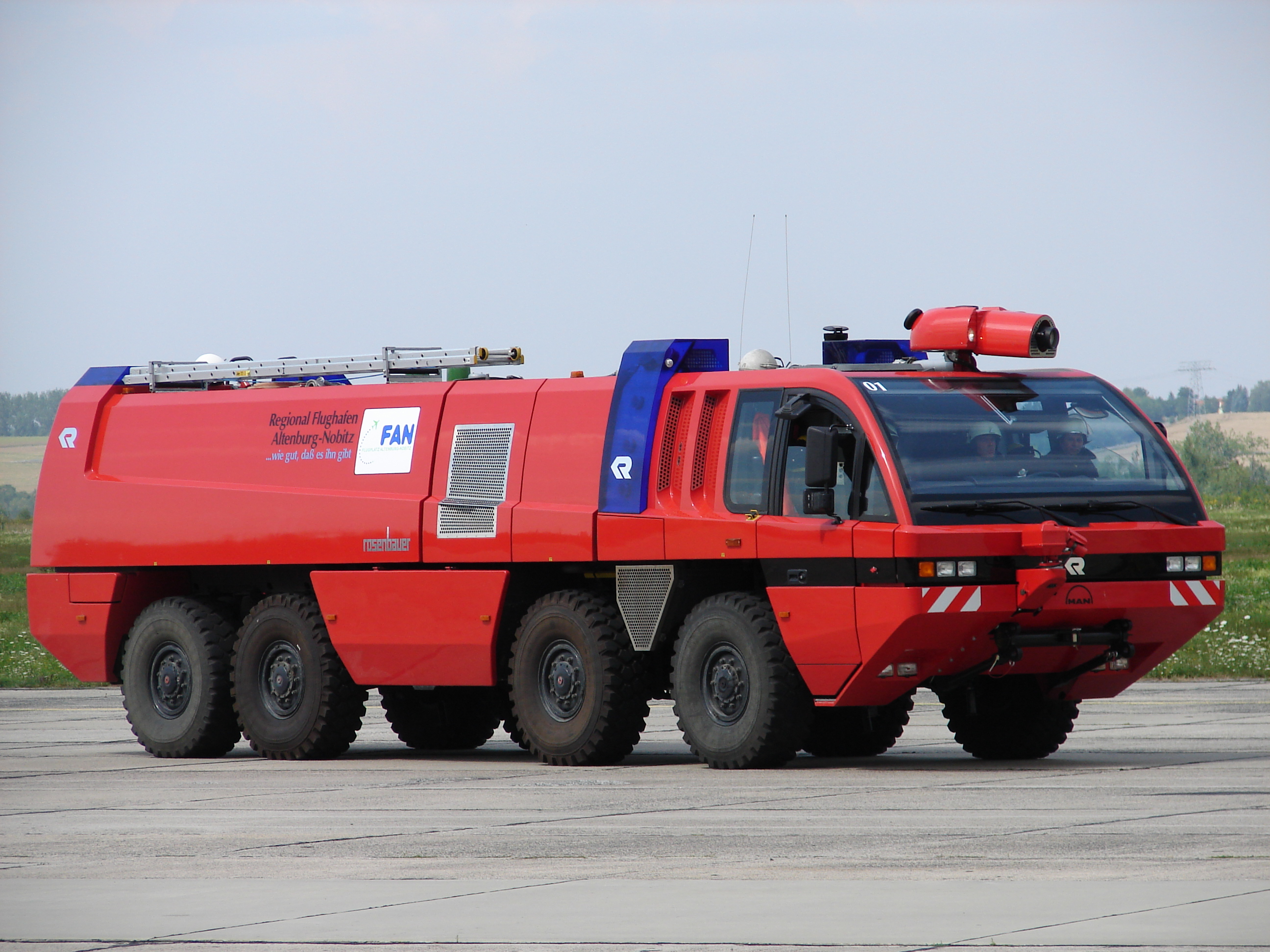
Rosenbauer Panther (Baujahr 1997, Modell bis 2005) am Leipzig-Altenburg Airport
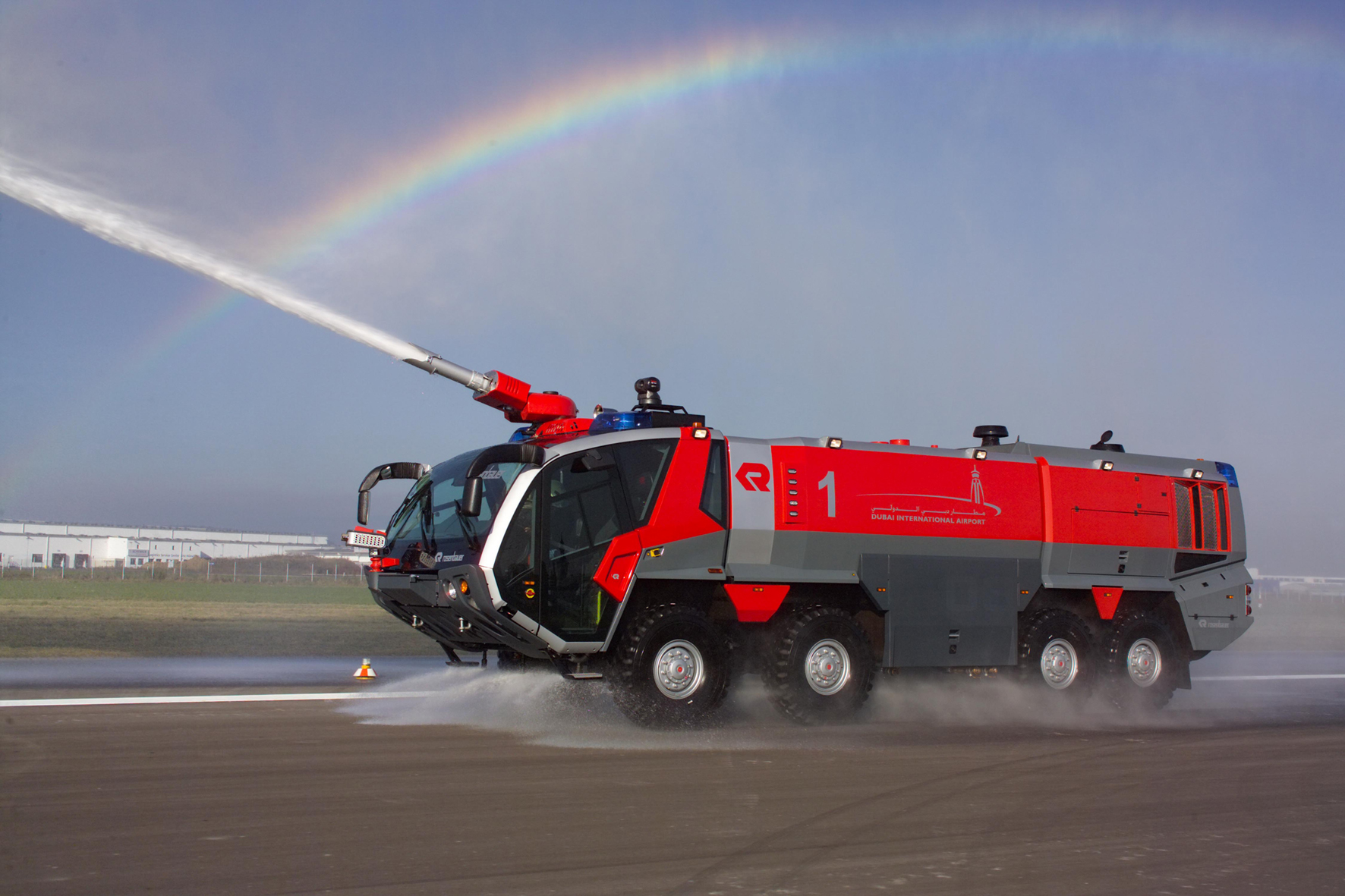
Rosenbauer Panther (Baujahr 2005, Modell bis 2015)
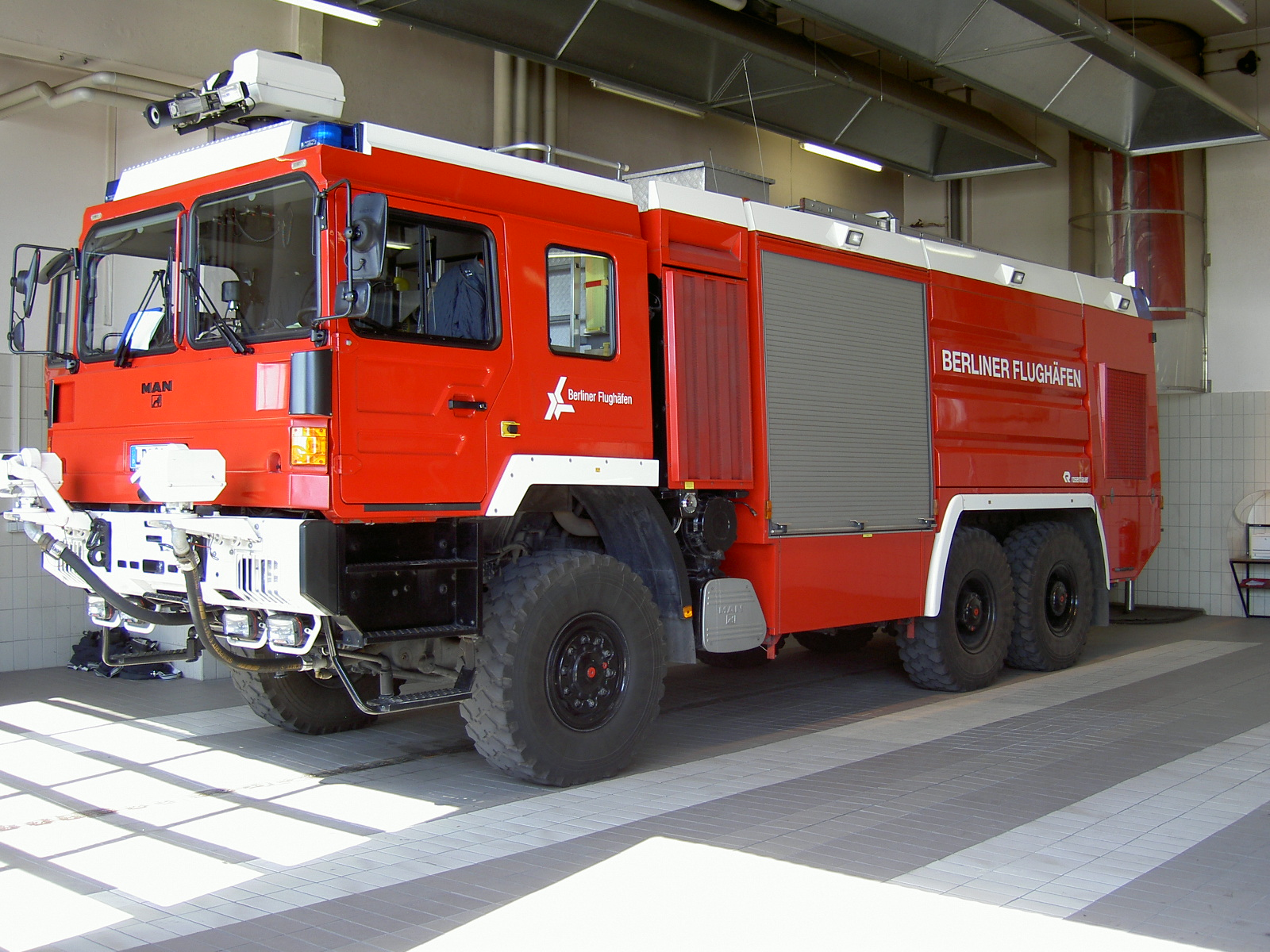
Rosenbauer Buffalo SXF auf Basis des Lkw MAN gl

Die Flugfeldlöschfahrzeuge Simba und Panther gehören zu den leistungsfähigsten ihrer Art. Das Modell Panther 8×8 MA 5 hat auch wegen seines futuristischen Designs großes Aufsehen erregt. Es erhielt in den Jahren 2005 und 2006 zahlreiche Designauszeichnungen, unter anderem beim iF design award, dem red dot design award:product design und dem Designpreis der Bundesrepublik Deutschland. Das Design des Rosenbauer Panther stammt vom Wiener Unternehmen Spirit Design.
Im Jahr 2015 stellte Rosenbauer auf der Interschutz das neue Modell des Panther 4x4 und 6x6 vor.
Bis Mai 2012 wurden über 1000 Panther-Löschfahrzeuge gebaut und in 81 Länder ausgeliefert.
Daneben produziert Rosenbauer noch das kleinere Flughafenlöschfahrzeug Buffalo, das Rettungstreppenfahrzeug E8000 sowie Landebahn-Beschäumungsfahrzeuge.

### Advanced-Technologie (AT) / Der neue AT

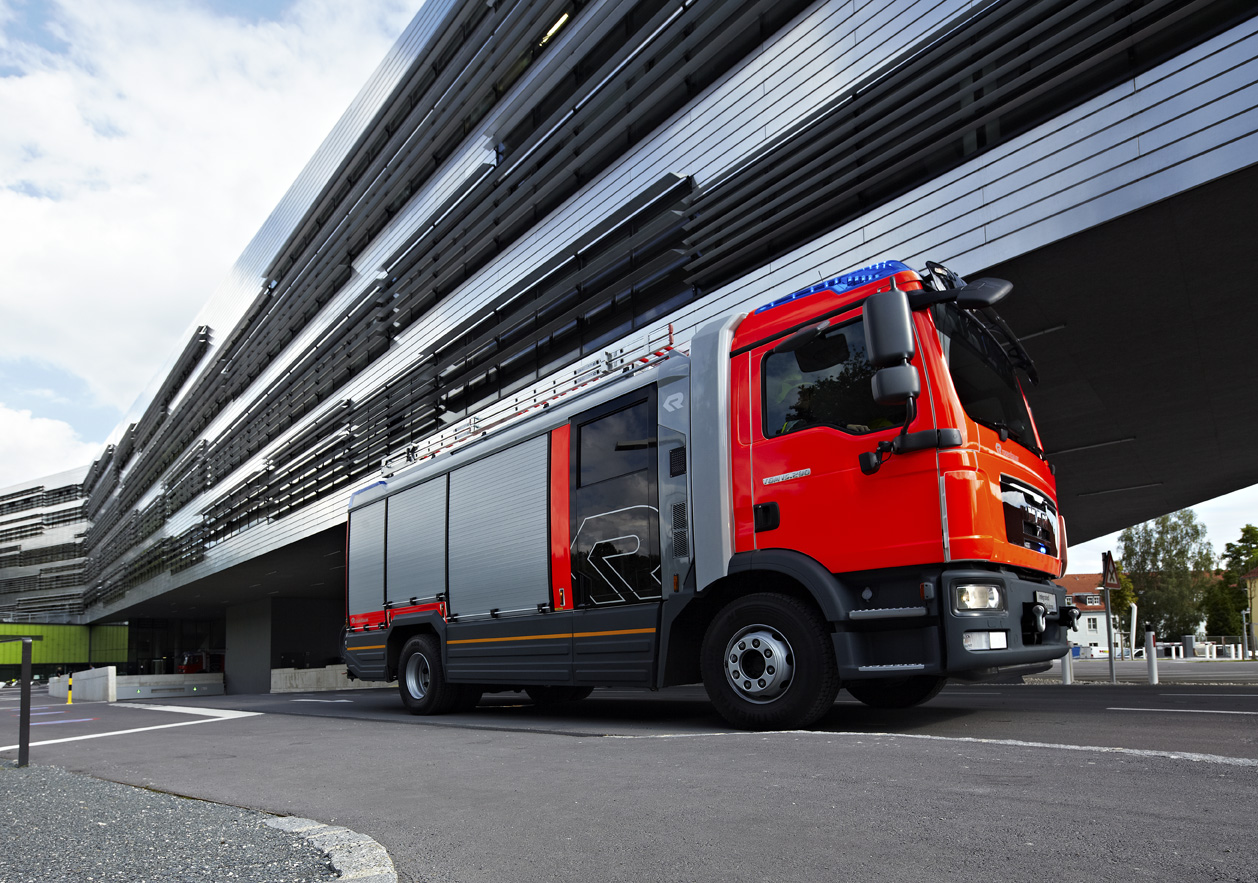
Der neue AT (2010)
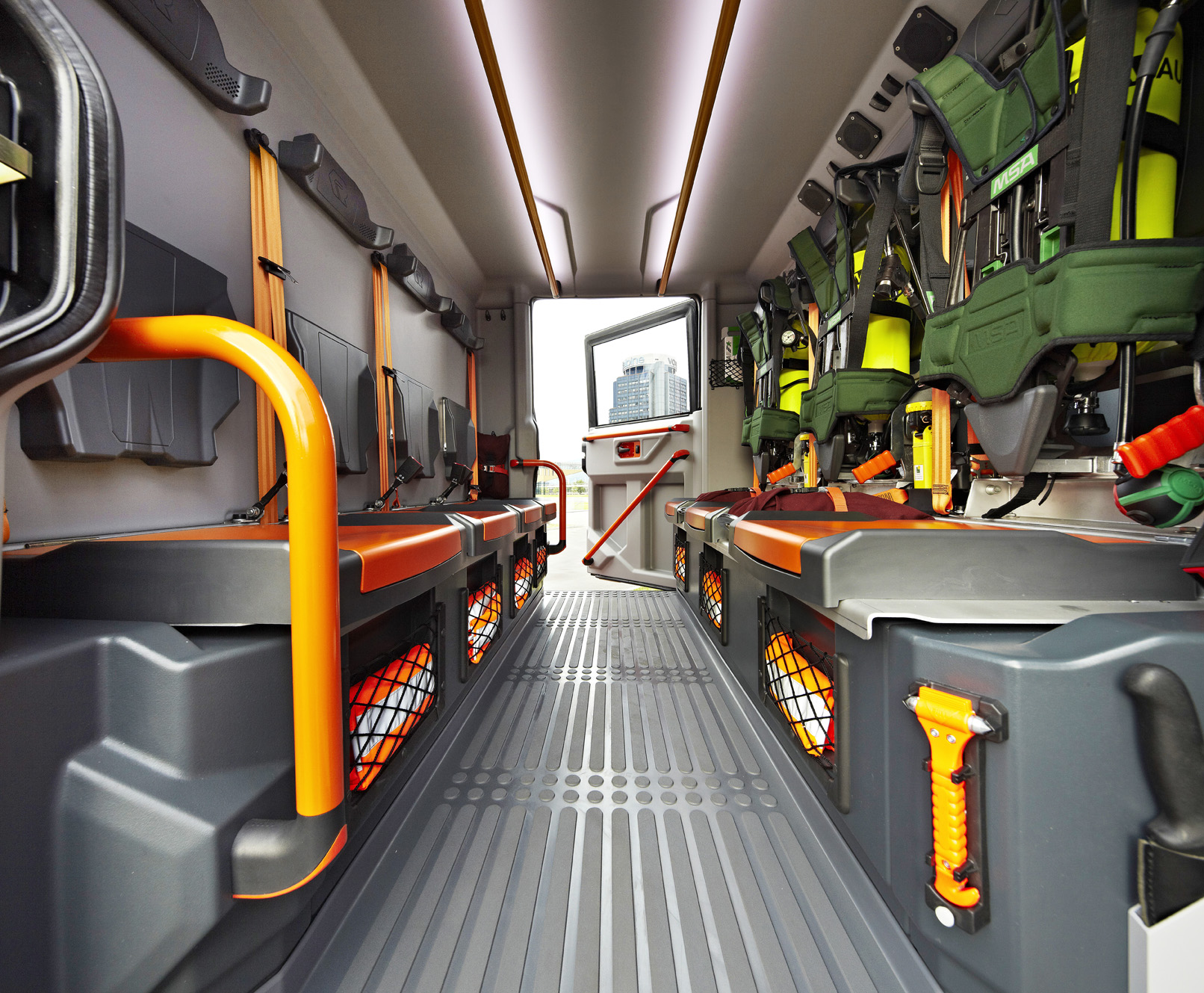
Mannschaftsraumkabine (2010)
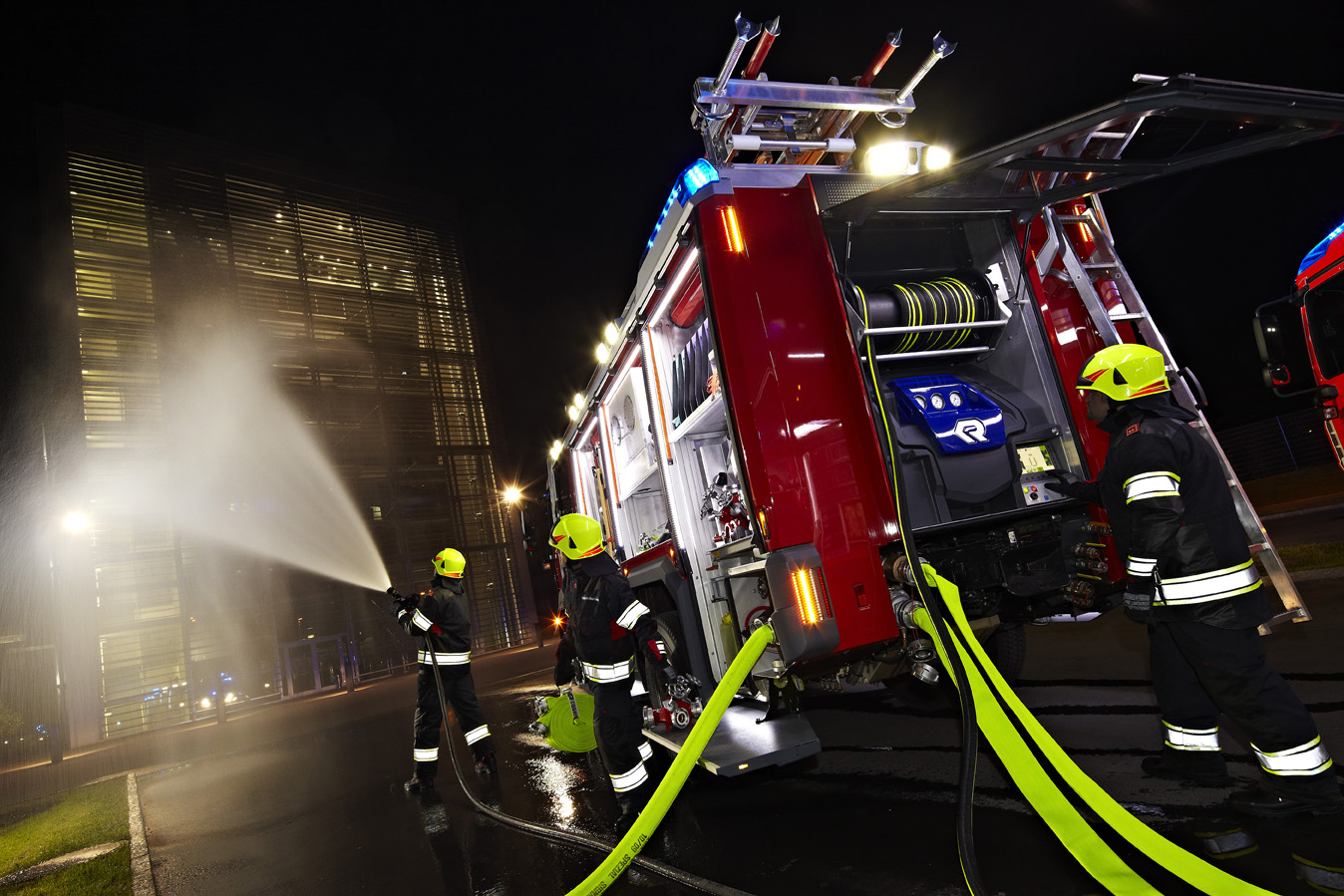
LED-Beleuchtung (2010)

Die Advanced-Technologie (AT) findet als AT 1 seit 1994 Verwendung bei kommunalen Tanklösch- und Löschgruppenfahrzeugen. Mit Einführung des AT 3 gibt es auch Rüstwagen mit dem AT-Aufbau. Die Mannschaftskabine ist fest im Aufbau integriert. Der Einstieg in die Mannschaftskabine erfolgt über automatische Drehtreppen oder elektrisch/mechanisch herunterklappende Treppen. Zusätzlich mit Heckeinbaupumpe N (H) 30 mit einer CAN-Bus gesteuerten Bildschirmsteuerung.
Der Löschmitteltank kann von 1200 bis 5500 l Wasser und 100 bis 500 l Schaummittel pro Schaummitteltank bestellt werden. Die Fahrzeuge mit AT-Aufbau sind aus selbsttragenden, lasergeschnittenen und gekanteten Aluminium-Spannbauteilen mit GFK-Designteilen gefertigt. Seit 2002 wird diese Fahrzeugtechnologie in der ersten Evolutionsstufe AT 2 verkauft.
Im Jahr 2010 wurde der AT-Aufbau komplett neu konstruiert und als AT 3 (Der neue AT) auf der Interschutz-Messe in Leipzig vorgestellt. Die Baureihe deckt Fahrzeuge zwischen 10 t und 20 t zulässiger Gesamtmasse ab. Der AT wird seit 1993 gebaut, bis Dezember 2011 wurden über 2000 Fahrzeuge ausgeliefert.
Ende 2020 hat Rosenbauer das Facelift des AT erstmals der Presse gezeigt. Es handelt sich hauptsächlich um Änderungen optischer Natur sowie an den Bedienelementen, um sie baugleich zur (neu eingeführten) CT-Serie zu halten.

### CL-Compact-Line
Als Innovation Nr. 4 bezeichnete Rosenbauer auf der Interschutz 2005 das Löschgruppenfahrzeug LF10/6 der Compact Line (CL). Das Konzept deckt alle Normfahrzeuge bis 10 t zGM (LF 10/6 Straße, TSF-W, TLF 500) ab. Der Aufbau kann auf sämtlichen Fahrgestellen (Mercedes-Benz Sprinter, Renault Master Pro, MB Atego und MAN) erfolgen. Zu den technischen Besonderheiten der Compact Line gehört eine dünne, tragende Aufbau-Schale in Leichtbauweise aus Aluminium-Sandwichplatten mit geringem Eigengewicht und großem Raumvolumen. Alle seitlichen Geräteräume werden elektrisch mit einem Rollladen ohne Zwischenstreben verschlossen.

### CT-Compact-Technologie
Die CT-Baureihe stellt eine direkte Fortführung der CL-Baureihe dar. Sie übernimmt als Facelift viele Technologien aus der aktuellen AT-Serie und vereinheitlicht sie, wodurch es in Zukunft zwischen CT- und AT-Serie keine wesentlichen Unterschiede in der Bedienung und den Bedienelementen gibt.

### ES-Euro-System
Die ES-Baureihe findet auch bei kommunalen Tanklösch-, Löschgruppen- und zusätzlich bei Rüstfahrzeugen Verwendung. Das ES kann auf vielen Fahrgestellen (MAN, Mercedes-Benz, Renault) aufgebaut werden. Die Fahrzeuge können Heckeinbau-/Midiship-Pumpen N 20 bis N(H) 30 mit und ohne Bildschirmsteuerung geordert werden. Es gibt drei verschiedene Aufbaulängen und zwei Aufbaubreiten. Gefertigt werden die ES-Fahrzeuge aus Sandwichelementen mit einer Klebe-Schraub-Technik. Die Fahrzeuge mit ES-Aufbau werden auch mit selbsttragenden, lasergeschnitten und in gekanteter Aluminium-Spantenbauweise produziert. Inzwischen wurde die Produktion von ES-Fahrzeugen eingestellt. Die nachfolgende Generation heißt nun ET.

### ET-Efficient-Technologie
Die ET-Baureihe ist die Weiterentwicklung der bereits bekannten ES-Linie. Die grundlegende Aluminium-Spantenbauweise bleibt auch hier weiterhin erhalten, allerdings kommen Pumpen der aktuellen N(H)x5-Generation zum Einsatz. In Deutschland wird der ET nicht angeboten, jedoch hat sich das Fahrzeug im Rahmen einer Beschaffung des Bundesamtes für Bevölkerungsschutz und Katastrophenhilfe durchgesetzt. Auf diese Weise wurden rund 300 Fahrzeuges der Baureihe als LF20 KATS nach Deutschland ausgeliefert.

### CBS-Customized-Body-System
Die CBS-Baureihe umfasst eine große Bandbreite an Sonderfahrzeugen. Diverse Fahrgestelle von zwei bis vier Achsen aller gängigen Hersteller sind als Grundlage möglich. Oft werden CBS-Fahrzeuge als Großtanklöschfahrzeuge im kommunalen Sektor oder Universallöschfahrzeuge für Industriebetriebe gebaut. Die Fahrzeuge eignen sich besonders für die Verwendung von Pulverlöschanlagen, CO2-Löschanlagen und leistungsfähige Schaumzumischer. Auch der Verbau eines Löscharmes oder mehreren ferngesteuerten Werfern ist möglich.

### MT-Modular-Technologie
Die MT-Baureihe ist eine Fortsetzung der CBS-Baureihe, gliedert sich in die neue Namensgebung im Rosenbauer Konzern ein und enthält keine wesentlichen technischen Änderungen.

### RT-Revolutionary-Technologie
Im Jahr 2016 präsentierte Rosenbauer das Konzept eines primär elektrisch angetriebenen Löschfahrzeuges. In den darauf folgenden Jahren wurde der CFT (Concept Firetruck) zur Serienreife herangeführt und unter dem Namen Revolutionary Technologie (RT) der Öffentlichkeit gezeigt und somit auch in das Namensschema der kommunalen Löschfahrzeuge eingereiht. Bei dem Fahrzeug handelt es sich um eine Entwicklung ohne konventionelles Fahrgestell. Der Antriebsstrang wurde zusammen mit VOLVO Penta entwickelt und verfügt über einen Backup-Generator auf dem Dach des Fahrzeuges.
Es ist daher als serieller dieselelektrischer Plug-in-Hybrid mit großen Pufferbatterien zu sehen. Es wurden drei seriennahe Prototypen im Rahmen einer feierlichen Übergabe an die Feuerwehren von Berlin, Amsterdam und Dubai übergeben, welche dort nun getestet werden. Ab Mitte der 2020er Jahre soll das Fahrzeug in Serie gefertigt werden.
Im Juni 2022 verlautbart der Vorstand, dass Rosenbauer Elektrofahrzeuge vor allem am Standort Leonding bauen wird. Sieben Montageplätze für E-Fahrzeuge wurden hier eingerichtet. Nur die elektrische Drehleiter soll aus Karlsruhe kommen.

## Auszeichnungen
- 1991/92 mit Kristian Fenzl, Peter Scheer: Österreichischer Staatspreis Design für Flughafenlöschfahrzeug Panther
- 2021: Staatspreis Innovation für das Projekt Revolutionary Technology (RT)[18]